# نهائي كأس رابطة الأندية الإنجليزية المحترفة 2006
نهائي كأس رابطة الأندية الإنجليزية المحترفة 2006 هي المباراة النهائية من منافسة كأس رابطة الأندية الإنجليزية المحترفة 2005–06، أقيمت المباراة في 26 فبراير 2006، في ملعب الألفية، بين فريقي مانشستر يونايتد، وويغان أتلتيك، وفاز فيها مانشستر يونايتد، بعد أن هزم ويغان أتلتيك، بنتيجة 4 - 0، وكان حكم المباراة Alan Wiley ‏.

## تفاصيل المباراة
لعبت المباراة النهائية في 26 فبراير 2006.
| مانشستر يونايتد | 4 -0 | ويغان أتلتيك |
| --------------- | ---- | ------------ |
|                 |      |              |